# Huo shao dao
Huo shao dao (火燒島, titolo internazionale: Island of Fire) è un film taiwanese del 1990 diretto da Yen-ping Chu. 

## Trama
Wang Wei è un poliziotto che si introduce sotto copertura in un carcere gestito da corrotti custodi. Wei vuole raccogliere le impronte digitali di un detenuto poco tempo prima. I compagni di prigione sono Steve Tong (Jackie Chan) un grandissimo campione di biliardo, che ha ucciso un giocatore di carte accidentalmente per rubare la cifra di denaro necessaria a pagare l'operazione della sua fidanzata in fin di vita, pugnalata dal suo creditore aguzzino. Lau (Andy Lau), giovane boss delle triadi, fratello del giocatore di carte che vuole vendicarlo uccidendo Steve. Kui (Jimmy Wang Yu) decano misterioso del carcere. Infine, John Liu (Sammo Hung) un detenuto pacioccone cuoco finito in carcere per rapina, che fugge di tanto in tanto per andare a trovare suo figlio. Gestisce le scommesse quando le guardie organizzano delle lotte tra i detenuti. Alla fine Wang scoprirà che il direttore del carcere utilizza i detenuti più abili per uccidere boss intoccabili e lo ferma arrestandolo, dopo averlo fatto confessare.

## Produzione
Il film è stato girato nelle Filippine, a Manila dal 5 aprile al 17 maggio 1989. 

## Distribuzione
Il film è uscito a Hong Kong il 28 marzo 1990, mentre in Italia è rimasta inedita.

## Curiosità
- Questo film segna l'ultima collaborazione tra Jackie Chan e Jimmy Wang Yu, dopo Killer Meteors e Fantasy Mission Force.
- La colonna sonora "The Last Gunshot" è stata scritta per commemorare la memoria del massacro in Piazza Tiannamen, avvenuta il 4 giugno dello stesso anno.
- Questo film é noto per essere tra le pellicole in cui i "fratelli" Jackie Chan e Sammo Hung interpretano ruoli drammatici rispetto al classico, finendo per poi essere uccisi (insieme al personaggio di Andy Lau) dalle forze dell'ordine nella sparatoria finale.